# Liga Conferência Europa da UEFA de 2021–22 – Segunda pré-eliminatória
A Segunda pré-eliminatória da Liga Conferência Europa da UEFA de 2021–22 será disputada nos dias 22 e 29 de julho de 2021. Os 54 vencedores desta fase se qualificaram para a Terceira pré-eliminatória da Liga Conferência Europa.

## Sorteio
O sorteio da segunda pré-eliminatória da Liga Conferência Europa de 2021–22 foi realizado no dia 16 de junho de 2021, às 13:00 (CEST).
Um total de 108 equipes disputarão a segunda pré-eliminatória da Conferência Europa. As equipes foram divididas em dois grupos:
- Caminho dos Campeões (18 equipes): Como ainda não se sabia quais seriam as equipes, elas foram divididas da seguinte forma:
  - Cabeça de chave: 15 dos 16 perdedores da primeira pré-eliminatória da Liga dos Campeões da UEFA de 2021–22 (1 equipe receberá um bye para a terceira pré-eliminatória).
  - Não cabeça de chave:3 perdedores da rodada preliminar da Liga dos Campeões da UEFA de 2021–22.
- Caminho da Liga (90 equipes): 57 equipes que entrarão nesta fase e 33 vencedores da primeira pré-eliminatória da Conferência Europa. Como ainda não se sabe quais equipes avançarão da primeira pré-eliminatória, o sorteio foi feito com base no coeficiente de clube da equipe que tivesse o maior coeficiente em cada um dos confrontos da primeira pré-eliminatória.

No Caminho dos Campeões, como ainda não se sabia quais equipes seriam eliminadas da Liga dos Campeões da UEFA de 2021–22, o sorteio foi realizado com o número do confronto entre as equipes. Sendo assim, as equipes foram dividas em 3 grupos. Para cada um dos 3 grupos, foram separados dois potes, um contendo os 15 eliminados da primeira pré-eliminatória da Liga dos Campeões (Cabeça de chave) e outro contendo uma das equipes eliminadas na rodada preliminar da Liga dos Campeões da UEFA (Não cabeça de chave). Primeiramente, foram retiradas uma bolinha de cada pote e colocadas em um outro pote para serem sorteadas novamente. A primeira bolinha sorteada indicará a equipe que jogará o jogo de ida em casa. Em seguida, se continuou o sorteio apenas com as bolinhas do grupo dos cabeça de chave. Esse processo foi repetido para os outros dois grupos. Já no Caminho da Liga, as equipes foram divididas em 9 grupos de acordo com o coeficiente de clube da UEFA de 2021. Além disso, foram separados dois potes, um contendo bolinhas com números de 1 a 5 (Cabeça de chave) e outro com números de 6 a 10 (Não cabeça de chave). Foram retiradas uma bolinha de cada pote e colocadas em um outro pote para serem sorteadas de novo. A dupla de números sorteada dos dois potes indicará os confrontos de todas as equipes dos grupos. A primeira bolinha sorteada indicará a equipe que jogará o jogo de ida em casa.
Equipes da mesma associação não podem ser sorteadas para se enfrentar.

 Caminho dos Campeões 
| Grupo 1                                                     | Grupo 1                 | Grupo 2                                                                               | Grupo 2             | Grupo 3                                                              | Grupo 3             |
| Cabeça de chave                                             | Não cabeça de chave     | Cabeça de chave                                                                       | Não cabeça de chave | Cabeça de chave                                                      | Não cabeça de chave |
| ----------------------------------------------------------- | ----------------------- | ------------------------------------------------------------------------------------- | ------------------- | -------------------------------------------------------------------- | ------------------- |
| - Riga - Shkëndija - Teuta - Maccabi Haifa - Dinamo Tbilisi | - Inter Club d'Escaldes | - Shakhtyor Salihorsk - Borac Banja Luka - Linfield - Budućnost Podgorica - Fola Esch | - HB Tórshavn       | - Prishtina - Bodø/Glimt - Valur - Hibernians - Connah's Quay Nomads | - Folgore           |

Caminho da Liga
| Grupo 1 | Grupo 1                                                                                  | Grupo 2                                                                            | Grupo 2                                                                                           | Grupo 3                                                                                       | Grupo 3                                                                                                  |
| Cabeça de chave                                                                                              | Não cabeça de chave                                                                      | Cabeça de chave                                                                    | Não cabeça de chave                                                                               | Cabeça de chave                                                                               | Não cabeça de chave                                                                                      |
| --- | ---------------------------------------------------------------------------------------- | ---------------------------------------------------------------------------------- | ------------------------------------------------------------------------------------------------- | --------------------------------------------------------------------------------------------- | --- |
| - Apollon Limassol (1) - Hapoel Be'er Sheva (2) - Čukarički (3) - Steaua București (4) - Vorskla Poltava (5) | - KuPS (6) - Žilina (7) - Sumqayıt (8) - Shakhter Karagandy (9) - Arda (10)              | - AEL Limassol (1) - Sivasspor (2) - Sochi (3) - Astana (4) - Maccabi Tel Aviv (5) | - Sutjeska Nikšić (6) - Vllaznia (7) - Keşlə (8) - Aris Thessaloniki (9) - Petrocub Hîncești (10) | - Partizan (1) - BATE Borisov (2) - Newtown (3) - FK RFS (4) - Milsami Orhei (5)              | - IF Elfsborg (6) - Dunajská Streda (7) - Levadia Tallinn (8) - Puskás Akadémia (9) - Dinamo Batumi (10) |
| Grupo 4 | Grupo 4                                                                                  | Grupo 5                                                                            | Grupo 5                                                                                           | Grupo 6                                                                                       | Grupo 6                                                                                                  |
| Cabeça de chave                                                                                              | Não cabeça de chave                                                                      | Cabeça de chave                                                                    | Não cabeça de chave                                                                               | Cabeça de chave                                                                               | Não cabeça de chave                                                                                      |
| - Domžale (1) - The New Saints (2) - CSKA Sófia (3) - Viktoria Plzeň (4) - Rijeka (5)                        | - Gżira United (6) - Honka (7) - FK Liepāja (8) - Dinamo Brest (9) - Kauno Žalgiris (10) | - Gent (1) - AGF (2) - F91 Dudelange (3) - Hibernian (4) - Santa Clara (5)         | - Shkupi (6) - Vålerenga Fotball (7) - Bohemian (8) - Santa Coloma (9) - Larne (10)               | - Ararat Erevan (1) - Slovácko (2) - Universitatea Craiova (3) - Qarabağ (4) - AEK Atenas (5) | - Velež Mostar (6) - Śląsk Wrocław (7) - Laçi (8) - Ashdod (9) - Lokomotiv Plovdiv (10)                  |
| Grupo 7 | Grupo 7                                                                                  | Grupo 8                                                                            | Grupo 8                                                                                           | Grupo 9                                                                                       | Grupo 9                                                                                                  |
| Cabeça de chave                                                                                              | Não cabeça de chave                                                                      | Cabeça de chave                                                                    | Não cabeça de chave                                                                               | Cabeça de chave                                                                               | Não cabeça de chave                                                                                      |
| - Áustria Viena (1) - Osijek (2) - Olimpija Ljubljana (3) - Basel (4) - Feyenoord (5)                        | - Drita (6) - Breiðablik (7) - Birkirkara (8) - Partizani (9) - Pogoń Szczecin (10)      | - Sūduva (1) - Vaduz (2) - Spartak Trnava (3) - Molde (4) - Maribor (5)            | - Hammarby IF (6) - Raków Częstochowa (7) - Sepsi OSK (8) - Servette (9) - Újpest (10)            | - Hajduk Split (1) - Vojvodina (2) - Aberdeen 3) - Copenhagen (4) - Rosenborg BK (5)          | - FH (6) - Tobol (7) - BK Häcken (8) - Torpedo Zhodino (9) - Panevėžys (10)                              |

## Resultados - Caminho dos Campeões
| Equipe 1            | Total | Equipe 2              | 1.º jogo | 2.º jogo  |
| ------------------- | ----- | --------------------- | -------- | --------- |
| Shamrock Rovers     | –     | N/A                   | N/A      | N/A       |
| Teuta               | 3–2   | Inter Club d'Escaldes | 0–2      | 3–0 (pro) |
| Riga                | 3–0   | Shkëndija             | 2–0      | 1–0       |
| Dinamo Tbilisi      | 2–7   | Maccabi Haifa         | 1–2      | 1–5       |
| HB Tórshavn         | 6–0   | Budućnost Podgorica   | 4–0      | 2–0       |
| Linfield            | 4–0   | Borac Banja Luka      | 4–0      | 0–0       |
| Shakhtyor Salihorsk | 1–3   | Fola Esch             | 1–2      | 0–1       |
| Folgore             | 3–7   | Hibernians            | 1–3      | 2–4       |
| Prishtina           | 6–5   | Connah's Quay Nomads  | 4–1      | 2–4       |
| Valur               | 0–6   | Bodø/Glimt            | 0–3      | 0–3       |

### Partidas de ida
| 22 de julho de 2021 | Teuta | 0 – 2     | Inter Club d'Escaldes | Niko Dovana Stadium, Durrës |
| 19:00               |       | Relatório | Soldevila 37', 56'    | Árbitro: AZE Rauf Jabarov   |

| 22 de julho de 2021 | Riga                          | 2 – 0     | Shkëndija | Estádio Skonto, Riga         |
| 19:00 (20:00 EEST)  | Wesley Natã 13' · Vakulko 52' | Relatório |           | Árbitro: CZE Ondrej Pechanec |

| 22 de julho de 2021 | Dinamo Tbilisi | 1 – 2     | Maccabi Haifa         | Estádio Boris Paichadze, Tbilisi |
| 18:30 (20:30 GET)   | Papava 89'     | Relatório | Atzili 8' · David 66' | Árbitro: SUI Lukas Fähndrich     |

| 22 de julho de 2021 | HB Tórshavn                                             | 4 – 0     | Budućnost Podgorica | Gundadalur, Tórshavn     |
| 20:00 (19:00 WEST)  | Przybylski 45', 47' · Petersen 58' · Johansen 66' (pen) | Relatório |                     | Árbitro: SCO David Munro |

| 22 de julho de 2021 | Linfield                                                   | 4 – 0     | Borac Banja Luka | Windsor Park, Belfast                 |
| 20:45 (19:45 BST)   | Newberry 2' · Manzinga 25' · Mulgrew 75' · Callacher 90+2' | Relatório |                  | Árbitro: FIN Kaarlo Oskari Hämäläinen |

| 22 de julho de 2021 | Shakhtyor Salihorsk | 1 – 2     | Fola Esch                   | Diósgyőri Stadion, Miskolc |
| 21:30               | Stasevich 67'       | Relatório | Omosanya 19' · Mustafic 44' | Árbitro: SRB Lazar Lukić   |

| 20 de julho de 2021 | Folgore   | 1 – 3     | Hibernians                      | Estádio Olímpico de San Marino, Serravalle |
| 21:00               | Fedeli 5' | Relatório | Degabriele 13' · Grech 26', 83' | Árbitro: CYP Timotheos Christofi           |

| 20 de julho de 2021 | Prishtina                                     | 4 – 1     | Connah's Quay Nomads | Fadil Vokrri Stadium, Pristina |
| 18:00               | Bekteshi 41' · John 53', 90+4' · Krasniqi 79' | Relatório | Moore 75'            | Árbitro: ALB Eldorjan Hamiti   |

| 22 de julho de 2021 | Valur | 0 – 3     | Bodø/Glimt                        | Hlíðarendi, Reykjavík       |
| 21:00 (19:00 WET)   |       | Relatório | Saltnes 40' · Berg 51' (pen), 54' | Árbitro: POR Vitor Ferreira |

### Partidas de volta
| 27 de julho de 2021 | Inter Club d'Escaldes | 0 – 3 (pro) | Teuta                                 | Estádio Nacional, Andorra la Vella |
| 17:45               |                       | Relatório   | Plaku 25', 80' · Kallaku 105+1' (pen) | Árbitro: UKR Viktor Kopiievskyi    |

| 29 de julho de 2021 | Shkëndija | 0 – 1     | Riga        | Arena Toše Proeski, Skopje |
| 20:00               |           | Relatório | Soisalo 52' | Público: ITA Fabio Maresca |

| 29 de julho de 2021 | Maccabi Haifa                                                     | 5 – 1     | Dinamo Tbilisi | Estádio Sammy Ofer, Haifa    |
| 19:00 (20:00 IDT)   | Levi 17' · Sporkslede 37' (g.c) · Atzili 75' · Ashkenazi 81', 85' | Relatório | Osei 24'       | Árbitro: BLR Amine Kourgheli |

| 27 de julho de 2021 | Budućnost Podgorica | 0 – 2     | HB Tórshavn                   | Estádio Pod Goricom, Podgorica |
| 20:00               |                     | Relatório | Mohr 39' · Johansen 73' (pen) | Árbitro: NIR Andrew Davey      |

| 29 de julho de 2021 | Borac Banja Luka | 0 – 0     | Linfield | Banja Luka City Stadium, Banja Luka |
| 20:00               |                  | Relatório |          | Árbitro: ARM Zaven Hovhannisyan     |

| 29 de julho de 2021 | Fola Esch   | 1 – 0     | Shakhtyor Salihorsk | Stade Émile Mayrisch, Esch-sur-Alzette |
| 19:30               | Delgado 52' | Relatório |                     | Árbitro: UKR Yaroslav Kozyk            |

| 27 de julho de 2021 | Hibernians                                    | 4 – 2     | Folgore                   | Centenary Stadium, Ta'Qali  |
| 20:00               | Degabriele 9', 66' · Domoraud 47' · Grech 77' | Relatório | Fedeli 28' · Jassey 45+1' | Árbitro: TUR Arda Kardeşler |

| 29 de julho de 2021 | Connah's Quay Nomads                           | 4–2       | Prishtina              | Park Avenue, Aberystwyth                 |
| 20:00 (19:00 WET)   | - Insall 3' 57' - Horan 47' - Morris 82' (pen) | Relatório | - E. Krasniqi 29', 36' | Público: 108 Árbitro: FIN Petri Viljanen |

| 29 de julho de 2021 | Bodø/Glimt | 0–3       | Valur                              | Hlíðarendi, Reykjavík                    |
| 18:00               |            | Relatório | - Saltnes 40' - Berg 51' (pen) 54' | Público: 623 Árbitro: POR Vitor Ferreira |

## Resultados - Caminho da Liga
| Equipe 1           | Total       | Equipe 2              | 1.º jogo | 2.º jogo  |
| ------------------ | ----------- | --------------------- | -------- | --------- |
| KuPS               | 5–4         | Vorskla Poltava       | 2–2      | 3–2 (pro) |
| Steaua București   | 2–2 (3–5 p) | Shakhter Karagandy    | 1–0      | 1–2 (pro) |
| Arda               | 0–6         | Hapoel Be'er Sheva    | 0–2      | 0–4       |
| Apollon Limassol   | 3–5         | Žilina                | 1–3      | 2–2       |
| Čukarički          | 2–0         | Sumqayıt              | 0–0      | 2–0       |
| Sutjeska Nikšić    | 1–3         | Maccabi Tel Aviv      | 0–0      | 1–3       |
| Astana             | 3–2         | Aris Thessaloniki     | 2–0      | 1–2 (pro) |
| Petrocub Hîncești  | 0–2         | Sivasspor             | 0–1      | 0–1       |
| AEL Limassol       | 2–0         | Vllaznia              | 1–0      | 1–0       |
| Sochi              | 7–2         | Keşlə                 | 3–0      | 4–2       |
| IF Elfsborg        | 9–0         | Milsami Orhei         | 4–0      | 5–0       |
| FK RFS             | 5–0         | Puskás Akadémia       | 3–0      | 2–0       |
| Dinamo Batumi      | 4–2         | BATE Borisov          | 0–1      | 4–1       |
| Partizan           | 3–0         | Dunajská Streda       | 1–0      | 2–0       |
| Dundalk            | 4–3         | Levadia Tallinn       | 2–2      | 2–1       |
| Gżira United       | 0–3         | Rijeka                | 0–2      | 0–1       |
| Viktoria Plzeň     | 4–2         | Dinamo Brest          | 2–1      | 2–1       |
| Kauno Žalgiris     | 1–10        | The New Saints        | 0–5      | 1–5       |
| Domžale            | 2–1         | Honka                 | 1–1      | 1–0       |
| CSKA Sófia         | 0–0 (3–1 p) | FK Liepāja            | 0–0      | 0–0 (pro) |
| Shkupi             | 0–5         | Santa Clara           | 0–3      | 0–2       |
| Hibernian          | 5–1         | Santa Coloma          | 3–0      | 2–1       |
| Larne              | 3–2         | AGF                   | 2–1      | 1–1       |
| Gent               | 4–2         | Vålerenga Fotball     | 4–0      | 0–2       |
| F91 Dudelange      | 0–4         | Bohemian              | 0–1      | 0–3       |
| Velež Mostar       | 2–2 (3–2 p) | AEK Atenas            | 2–1      | 0–1       |
| Qarabağ            | 1–0         | Ashdod                | 0–0      | 1–0       |
| Lokomotiv Plovdiv  | 1–1 (3–2 p) | Slovácko              | 1–0      | 0–1       |
| Ararat Erevan      | 5–7         | Śląsk Wrocław         | 2–4      | 3–3       |
| Laçi               | 1–0[A]      | Universitatea Craiova | 1–0      | 0–0       |
| Drita              | 2–3         | Feyenoord             | 0–0      | 2–3       |
| Basel              | 5–0         | Partizani             | 3–0      | 2–0       |
| Pogoń Szczecin     | 0–1         | Osijek                | 0–0      | 0–1       |
| Áustria Viena      | 2–3         | Breiðablik            | 1–1      | 1–2       |
| Olimpija Ljubljana | 1–1 (5–4 p) | Birkirkara            | 1–0      | 0–1       |
| Hammarby IF        | 4–1         | Maribor               | 3–1      | 1–0       |
| Molde              | 3–2         | Servette              | 3–0      | 0–2       |
| Újpest             | 5–2         | Vaduz                 | 2–1      | 3–1       |
| Sūduva             | 0–0 (3–4 p) | Raków Częstochowa     | 0–0      | 0–0       |
| Spartak Trnava     | 1–1 (4–3 p) | Sepsi OSK             | 0–0      | 1–1       |
| FH                 | 1–6         | Rosenborg BK          | 0–2      | 1–4       |
| Copenhagen         | 9–1         | Torpedo Zhodino       | 4–1      | 5–0       |
| Panevėžys          | 0–2         | Vojvodina             | 0–1      | 0–1       |
| Hajduk Split       | 3–4         | Tobol                 | 2–0      | 1–4       |
| Aberdeen           | 5–3         | BK Häcken             | 5–1      | 0–2       |

 A: ^  Ordem das partidas invertida.

### Jogos
| 22 de julho de 2021 | KuPS                    | 2–2       | Vorskla Poltava               | Kuopio Football Stadium, Kuopio                |
| 18:00               | - Udoh 6' - Tomas 90+6' | Relatório | - Kane 29' - Thill 55' (pen.) | Público: 2,173 Árbitro: BLR Dzmitry Dzmitryieu |

| 29 de julho de 2021 | Vorskla Poltava          | 2–3       | KuPS                                       | Butovsky Vorskla Stadium, Poltava      |
| 18:00               | - Thill 48' - Sklyar 55' | Relatório | - Sebban 49' - Nissilä 90+3' - Rangel 111' | Público: 7,655 Árbitro: CZE Pavel Orel |

KuPS venceu 5–4 no conjunto das duas mãos.
| 22 de julho de 2021 | FCSB         | 1–0       | Shakhter Karagandy | Arena Națională, Bucharest                    |
| 20:30               | - Cordea 38' | Relatório |                    | Público: 5,812 Árbitro: CYP Vasilis Dimitriou |

| 29 de julho de 2021 | Shakhter Karagandy               | 2–1       | FCSB        | Vazgen Sargsyan Republican Stadium, Yerevan (Armenia) |
| 15:00               | - Gabyshev 11' - Tattybaev 90+1' | Relatório | - Coman 76' | Público: 0 Árbitro: BUL Dragomir Draganov             |

|                                                        |     | Penalidades                       |  |
| *Rustemović - Bukorac - Graf - Atanaskoski - Tattybaev | 5–3 | * Coman - Crețu - Moruțan - Vučur |  |

2–2 no conjunto das duas mãos. Shakhter Karagandy venceu 5–3 no desempate por grandes penalidades.
| 22 de julho de 2021 | Arda | 0–2       | Hapoel Be'er Sheva        | Arena Arda, Kardzhali                      |
| 20:00               |      | Relatório | - Bareiro 52' - Micha 78' | Público: 4,460 Árbitro: KOS Visar Kastrati |

| 29 de julho de 2021 | Hapoel Be'er Sheva                                         | 4–0       | Arda | HaMoshava Stadium, Petah Tikva             |
| 19:00               | - Acolatse 5' - Safuri 31' (pen.) - Ansah 71' - Hatuel 84' | Relatório |      | Público: 6,537 Árbitro: ITA Daniele Doveri |

Hapoel Be'er Sheva venceu 6–0 no conjunto das duas mãos.
| 22 de julho de 2021 | Apollon Limassol | 1–3       | Žilina                               | AEK Arena, Larnaca                       |
| 19:00               | - Jradi 25'      | Relatório | - Ďuriš 5' - Bernát 45+1' 52' (pen.) | Público: 1,805 Árbitro: SMR Barbeno Luca |

| 29 de julho de 2021 | Žilina                    | 2–2       | Apollon Limassol       | Štadión pod Dubňom, Žilina                    |
| 18:45               | - Bernát 27' - Jibril 79' | Relatório | - Coll 13' - Jradi 51' | Público: 1,726 Árbitro: BEL Alexandre Boucaut |

Žilina venceu 5–3 no conjunto das duas mãos.
| 21 de julho de 2021 | Čukarički | 0–0       | Sumgayit | Čukarički Stadium, Belgrade              |
| 20:00               |           | Relatório |          | Público: 1,200 Árbitro: SWI Urs Schnyder |

| 29 de julho de 2021 | Sumgayit | 0–2       | Čukarički                        | Kapital Bank Arena, Sumgayit               |
| 18:00               |          | Relatório | - N'Diaye 10' - Docić 16' (pen.) | Público: 750 Árbitro: DEN Jørgen Burchardt |

Čukarički venceu 2–0 no conjunto das duas mãos.
| 22 de julho de 2021 | Sutjeska Nikšić | 0–0       | Maccabi Tel Aviv | DG Arena, Podgorica                          |
| 20:30               |                 | Relatório |                  | Público: 440 Árbitro: AUT Christopher Jaeger |

| 29 de julho de 2021 | Maccabi Tel Aviv                 | 3–1       | Sutjeska Nikšić | Bloomfield Stadium, Tel Aviv                  |
| 19:30               | - Khalaila 25' 34' - Almog 90+2' | Relatório | - Bubanja 51'   | Público: 10,413 Árbitro: DEN Peter Kjaesgaard |

Maccabi Tel Aviv venceu 3–1 no conjunto das duas mãos.
| 22 de julho de 2021 | Astana            | 2–0       | Aris Thessaloniki | Astana Arena, Nur-Sultan                |
| 15:00               | - Tomasov 25' 71' | Relatório |                   | Público: 0 Árbitro: GER Bastian Dankert |

| 29 de julho de 2021 | Aris Thessaloniki             | 2–1       | Astana         | Kleanthis Vikelidis Stadium, Thessaloniki   |
| 20:30               | - Manos 36' - Lucas Sasha 78' | Relatório | - Bitri 120+1' | Público: 10,000 Árbitro: ITA Michael Fabbri |

Astana venceu 3–2 no conjunto das duas mãos.
| 22 de julho de 2021 | Petrocub Hîncești | 0–1       | Sivasspor       | Zimbru Stadium, Chișinău                    |
| 19:00               |                   | Relatório | - Osmanpaşa 16' | Público: 2,143 Árbitro: FRA Jérémie Pignard |

| 29 de julho de 2021 | Sivasspor    | 1–0       | Petrocub Hîncești | Sivas Stadium, Sivas                         |
| 19:00               | - Kayode 65' | Relatório |                   | Público: 8,504 Árbitro: SCO Donald Robertson |

Sivasspor venceu 2–0 no conjunto das duas mãos.
| 22 de julho de 2021 | AEL Limassol     | 1–0       | Vllaznia | Tsirion Stadium, Limassol                                 |
| 19:00               | - Šćepović 45+2' | Relatório |          | Público: 1,767 Árbitro: DEN Mads-Kristoffer Kristoffersen |

| 29 de julho de 2021 | Vllaznia | 0–1       | AEL Limassol   | Loro Boriçi Stadium, Shkodër                                   |
| 21:00               |          | Relatório | - Šćepović 20' | Público: 4,700 Árbitro: Predefinição:IREIREbRob Harvey {{{3}}} |

AEL Limassol venceu 2–0 no conjunto das duas mãos.
| 22 de julho de 2021 | Sochi                                          | 3–0       | Keşla | Fisht Olympic Stadium, Sochi        |
| 18:00               | - Rodrigão 10' - Noboa 67' (pen.) - Barsov 81' | Relatório |       | Público: 0 Árbitro: ALB Enea Jorgji |

| 29 de julho de 2021 | Keşla                             | 2–4       | Sochi                                              | ASK Arena, Keshla                         |
| 18:00               | - Felipe Santos 35' - Hajiyev 52' | Relatório | - Dugandžić 21' 82' - Burmistrov 38' - Prokhin 70' | Público: 870 Árbitro: BLR Viktor Shimusik |

Sochi venceu 7–2 no conjunto das duas mãos.
| 22 de julho de 2021 | Elfsborg                                           | 4–0       | Milsami Orhei | Borås Arena, Borås                           |
| 18:45               | - Väisänen 2' - Okkels 25' - Frick 43' - Holst 82' | Relatório |               | Público: 2,163 Árbitro: RUS Aleksei Matyunin |

| 29 de julho de 2021 | Milsami Orhei | 0–5       | Elfsborg                                         | CSR Orhei, Orhei                      |
| 19:00               |               | Relatório | - Ndione 5' 25' 64' - Frick 8' - Cooper Love 56' | Público: 600 Árbitro: ENG David Coote |

Elfsborg venceu 9–0 no conjunto das duas mãos.
| 22 de julho de 2021 | Rīgas                                        | 3–0       | Puskás Akadémia | Slokas Stadium, Jūrmala                       |
| 18:00               | - Lemajić 8' 25' (pen.) - Friesenbichler 18' | Relatório |                 | Público: 315 Árbitro: GEO Goga Kikacheishvili |

| 29 de julho de 2021 | Puskás Akadémia | 0–2       | Rīgas                           | Pancho Aréna, Felcsút                    |
| 20:00               |                 | Relatório | - Lemajić 52' - Deocleciano 69' | Público: 980 Árbitro: AUT Walter Altmann |

Rīgas venceu 5–0 no conjunto das duas mãos.
| 22 de julho de 2021 | Dinamo Batumi | 0–1       | BATE Borisov      | Batumi Stadium, Batumi                     |
| 19:00               |               | Relatório | - Nyakhaychyk 83' | Público: 10,041 Árbitro: KAZ Artyom Kuchin |

| 29 de julho de 2021 | BATE Borisov       | 1–4       | Dinamo Batumi                                                               | Borisov Arena, Barysaw                   |
| 20:00               | - Yablonskiy 45+3' | Relatório | - Mamuchashvili 48' (pen.) - Flamarion 59' - Azarovi 74' - Pantsulaia 90+5' | Público: 7,120 Árbitro: SWI Urs Schnyder |

Dinamo Batumi venceu 4–2 no conjunto das duas mãos.
| 22 de julho de 2021 | Partizan       | 1–0       | DAC Dunajská Streda | Partizan Stadium, Belgrade             |
| 21:00               | - Marković 19' | Relatório |                     | Público: 10,131 Árbitro: DEN Jens Maae |

| 29 de julho de 2021 | DAC Dunajská Streda | 0–2       | Partizan                   | MOL Aréna, Dunajská Streda              |
| 20:45               |                     | Relatório | - Pantić 20' - Ricardo 80' | Público: 4,085 Árbitro: SWI Alain Bieri |

Partizan venceu 3–0 no conjunto das duas mãos.
| 22 de julho de 2021 | Dundalk                      | 2–2       | Levadia Tallinn   | Tallaght Stadium, Dublin                   |
| 21:00               | - Patching 3' - McMillan 27' | Relatório | - Vaštšuk 2', 19' | Público: 880 Árbitro: CZE Miroslav Zelinka |

| 29 de julho de 2021 | Levadia Tallinn | 1–2       | Dundalk                         | A. Le Coq Arena, Tallinn                       |
| 18:30               | - Agyiri 17'    | Relatório | - McMillan 44' - Patching 90+2' | Público: 1,875 Árbitro: ISL Thorvaldur Árnason |

Dundalk venceu 4–3 no conjunto das duas mãos.
| 22 de julho de 2021 | Gżira United | 0–2       | Rijeka                   | Centenary Stadium, Ta'Qali           |
| 19:00               |              | Relatório | - Bušnja 57' - Ampem 77' | Público: 234 Árbitro: IRE Neil Doyle |

| 29 de julho de 2021 | Rijeka      | 1–0       | Gżira United | Stadion Rujevica, Rijeka                     |
| 20:00               | - Drmić 27' | Relatório |              | Público: 2,187 Árbitro: MDA Veaceslav Banari |

Rijeka venceu 3–0 no conjunto das duas mãos.
| 22 de julho de 2021 | Viktoria Plzeň        | 2–1       | Dynamo Brest   | Doosan Arena, Plzeň                         |
| 19:00               | - Šulc 22' - Kaša 33' | Relatório | - Shestyuk 79' | Público: 4,468 Árbitro: BEL Jonathan Lardot |

| 29 de julho de 2021 | Dynamo Brest     | 1–2       | Viktoria Plzeň             | Technical Center-Academy of the Football Federation of Armenia, Yerevan (Armenia) |
| 18:00               | - Bilenkyi 90+1' | Relatório | - Kayamba 12' - Řezník 71' | Público: 0 Árbitro: SWE Mohammed Al-Hakim                                         |

Viktoria Plzeň venceu 4–2 no conjunto das duas mãos.
| 20 de julho de 2021 | Kauno Žalgiris | 0–5       | The New Saints                                                  | Sūduva Stadium, Marijampolė                |
| 18:00               |                | Relatório | - Smith 8' - D. Davies 35', 38' - McManus 40' - J. Williams 87' | Público: 550 Árbitro: SWI Adrien Jaccottet |

| 29 de julho de 2021 | The New Saints                                                       | 5–1       | Kauno Žalgiris | Park Hall, Oswestry                         |
| 19:15               | - Redmond 13' - Robles 20' - McManus 25' - Smith 69' - D. Davies 74' | Relatório | - Thuíque 84'  | Público: 362 Árbitro: GRE Emmanouil Skoulas |

The New Saints venceu 10–1 no conjunto das duas mãos.
| 20 de julho de 2021 | Domžale         | 1–1       | Honka        | Domžale Sports Park, Domžale                  |
| 17:55               | - Jakupović 69' | Relatório | - Dongou 76' | Público: 700 Árbitro: SWE Kristoffer Karlsson |

| 29 de julho de 2021 | Honka | 0–1       | Domžale         | Bolt Arena, Helsinki                     |
| 18:00               |       | Relatório | - Jakupović 22' | Público: 685 Árbitro: SVK Peter Kráľovič |

Domžale venceu 2–1 no conjunto das duas mãos.
| 22 de julho de 2021 | CSKA Sofia | 0–0       | Liepāja | Bulgarian Army Stadium, Sofia            |
| 19:00               |            | Relatório |         | Público: 2,600 Árbitro: ENG Peter Bankes |

| 29 de julho de 2021 | Liepāja | 0–0       | CSKA Sofia | Daugava Stadium, Liepāja                |
| 16:00               |         | Relatório |            | Público: 453 Árbitro: ROM Marcel Birsan |

|                                   |     | Penalidades                            |  |
| *Simić - Tkachuk - Šabala - Keita | 1–3 | * Carey - Caicedo - Ahmedov - Geferson |  |

0–0 no conjunto das duas mãos. CSKA Sofia venceu 3–1 no desempate por grandes penalidades.
| 22 de julho de 2021 | Shkupi | 0–3       | Santa Clara                                           | Toše Proeski Arena, Skopje                 |
| 20:00               |        | Relatório | - Rwatubyaye 30' (o.g.) - Carlos 49' - Costinha 90+3' | Público: 2,000 Árbitro: NOR Kai Erik Steen |

| 29 de julho de 2021 | Santa Clara                   | 2–0       | Shkupi | Estádio de São Miguel, Ponta Delgada     |
| 21:00               | - Carlos 13' - Villanueva 39' | Relatório |        | Público: 1,000 Árbitro: IRE Rob Hennessy |

Santa Clara venceu 5–0 no conjunto das duas mãos.
| 22 de julho de 2021 | Hibernian                            | 3–0       | FC Santa Coloma | Easter Road, Edinburgh                              |
| 20:45               | - Boyle 14' (pen.), 47' - Nisbet 81' | Relatório |                 | Público: 4,697 Árbitro: ISL Vilhjalmur Thorarinsson |

| 29 de julho de 2021 | FC Santa Coloma | 1–2       | Hibernian                 | Estadi Nacional, Andorra la Vella     |
| 18:30               | - Lopez 70'     | Relatório | - Murphy 73' - MacKay 76' | Público: 80 Árbitro: FRO Alex Troleis |

Hibernian venceu 5–1 no conjunto das duas mãos.
| 22 de julho de 2021 | Larne                    | 2–1       | Aarhus           | Inver Park, Larne                       |
| 20:30               | - McDaid 3' - Jarvis 30' | Relatório | - Ammitzbøll 86' | Público: 850 Árbitro: ISR Gal Leibovitz |

| 29 de julho de 2021 | Aarhus             | 1–1       | Larne      | Ceres Park, Aarhus                        |
| 19:00               | - Olsen 73' (pen.) | Relatório | - Hale 45' | Público: 5,170 Árbitro: BUL Volen Chinkov |

Larne venceu 3–2 no conjunto das duas mãos.
| 22 de julho de 2021 | Gent                                                         | 4–0       | Vålerenga | Ghelamco Arena, Ghent                   |
| 20:30               | - Bruno 11' - Tissoudali 39' - Odjidja-Ofoe 56' - Malede 88' | Relatório |           | Público: 3,823 Árbitro: CRO Mario Zebec |

| 29 de julho de 2021 | Vålerenga                        | 2–0       | Gent | Intility Arena, Oslo                        |
| 19:00               | - Okumu 11' (o.g.) - Näsberg 81' | Relatório |      | Público: 2,000 Árbitro: RUS Kirill Levnikov |

Gent venceu 4–2 no conjunto das duas mãos.
| 22 de julho de 2021 | Dudelange | 0–1       | Bohemians     | Stade Jos Nosbaum, Dudelange              |
| 18:30               |           | Relatório | - Tierney 11' | Público: 625 Árbitro: SVN Nejc Kajtazovic |

| 29 de julho de 2021 | Bohemians                         | 3–0       | Dudelange | Aviva Stadium, Dublin                   |
| 20:45               | - Cornwall 35' - G. Kelly 69' 73' | Relatório |           | Público: 6,500 Árbitro: HUN Gergő Bogár |

Bohemians venceu 4–0 no conjunto das duas mãos.
| 22 de julho de 2021 | Velež Mostar               | 2–1       | AEK Athens       | Stadion Grbavica, Sarajevo                   |
| 20:30               | - Pršeš 14' - Zajmović 53' | Relatório | - Ansarifard 12' | Público: 6,128 Árbitro: BEL Nathan Verboomen |

| 29 de julho de 2021 | AEK Athens       | 1–0       | Velež Mostar | Athens Olympic Stadium, Athens           |
| 20:00               | - Mantalos 90+8' | Relatório |              | Público: 5,160 Árbitro: SCO Kevin Clancy |

|                                                    |     | Penalidades                                               |  |
| *Ansarifard - Tzavellas - Shakhov - Lopes - Araujo | 2–3 | * Georgijević - Brandao - Vehabović - Cvijanović - Zvonić |  |

2–2 no conjunto das duas mãos. Velež Mostar venceu 3–2 no desempate por grandes penalidades.
| 22 de julho de 2021 | Qarabağ | 0–0       | Ashdod | Tofig Bahramov Stadium, Baku             |
| 18:00               |         | Relatório |        | Público: 8,231 Árbitro: UKR Serhiy Boyko |

| 29 de julho de 2021 | Ashdod | 0–1       | Qarabağ     | Yud-Alef Stadium, Ashdod                  |
| 19:00               |        | Relatório | - Ozobić 6' | Público: 2,410 Árbitro: SRB Novak Simović |

Qarabağ venceu 1–0 no conjunto das duas mãos.
| 22 de julho de 2021 | Lokomotiv Plovdiv | 1–0       | Slovácko | Stadion Lokomotiv, Plovdiv             |
| 19:00               | - Vitanov 89'     | Relatório |          | Público: 3,250 Árbitro: FRA Karim Abed |

| 29 de julho de 2021 | Slovácko      | 1–0       | Lokomotiv Plovdiv | Městský fotbalový stadion, Uherské Hradiště |
| 19:00               | - Daníček 26' | Relatório |                   | Público: 4,208 Árbitro: ENG Andrew Madley   |

|                                              |     | Penalidades                                     |  |
| *Daníček - Holzer - Kohút - Jurečka - Kadlec | 2–3 | * Iliev - Salinas - Ruane - Yanchev - Karagaren |  |

1–1 no conjunto das duas mãos. Lokomotiv Plovdiv venceu 3–2 no desempate por grandes penalidades.
| 22 de julho de 2021 | Ararat Yerevan                 | 2–4       | Śląsk Wrocław                                | Gyumri City Stadium, Gyumri              |
| 15:00               | - Bravo 49' - Ra. Hakobyan 84' | Relatório | - Golla 20' - Piasecki 50' - Pich 70', 90+1' | Público: 2,350 Árbitro: BUL Nikola Popov |

| 29 de julho de 2021 | Śląsk Wrocław               | 3–3       | Ararat Yerevan             | Stadion Wrocław, Wrocław                         |
| 20:00               | - Pich 2', 65' - Lewkot 58' | Relatório | - Kone 40' 42' - Silue 89' | Público: 10,245 Árbitro: WAL Iwan Arwel Griffith |

Śląsk Wrocław venceu 7–5 no conjunto das duas mãos.
| 22 de julho de 2021 | Laçi           | 1–0       | Universitatea Craiova | Elbasan Arena, Elbasan                |
| 19:00               | - Zarubica 36' | Relatório |                       | Público: 200 Árbitro: NOR Rohit Saggi |

| 29 de julho de 2021 | Universitatea Craiova | 0–0       | Laçi | Ion Oblemenco, Craiova                      |
| 20:30               |                       | Relatório |      | Público: 31 Árbitro: FIN Mattias Gestranius |

Laçi venceu 1–0 no conjunto das duas mãos.
| 22 de julho de 2021 | Drita | 0–0       | Feyenoord | Fadil Vokrri Stadium, Prishtina           |
| 21:00               |       | Relatório |           | Público: 2,400 Árbitro: FIN Antti Munukka |

| 29 de julho de 2021 | Feyenoord          | 3–2       | Drita                         | De Kuip, Rotterdam                       |
| 20:00               | - Til 7', 67', 90' | Relatório | - Simonovski 12' - Fazliu 16' | Público: 25,612 Árbitro: NOR Espen Eskås |

Feyenoord venceu 3–2 no conjunto das duas mãos.
| 22 de julho de 2021 | Basel                           | 3–0       | Partizani Tirana | St. Jakob-Park, Basel                     |
| 20:15               | - Stocker 43', 80' - Cabral 52' | Relatório |                  | Público: 6,095 Árbitro: NED Dennis Higler |

| 29 de julho de 2021 | Partizani Tirana | 0–2       | Basel                      | Elbasan Arena, Elbasan                               |
| 20:00               |                  | Relatório | - Stocker 37' - Cabral 50' | Público: 950 Árbitro: GRE Aristotelis Diamantopoulos |

Basel venceu 5–0 no conjunto das duas mãos.
| 22 de julho de 2021 | Pogoń Szczecin | 0–0       | Osijek | Stadion im. Floriana Krygiera, Szczecin    |
| 21:00               |                | Relatório |        | Público: 6,615 Árbitro: ROM Horațiu Feșnic |

| 29 de julho de 2021 | Osijek             | 1–0       | Pogoń Szczecin | Gradski Vrt Stadium, Osijek              |
| 21:00               | - Kleinheisler 44' | Relatório |                | Público: 3,816 Árbitro: POR Luis Godinho |

Osijek venceu 1–0 no conjunto das duas mãos.
| 22 de julho de 2021 | Austria Wien   | 1–1       | Breiðablik       | Franz Horr Stadium, Viena                   |
| 18:00               | - Djuricin 32' | Relatório | - Sigurðason 47' | Público: 6,015 Árbitro: FRO Kári Á Høvdanum |

| 29 de julho de 2021 | Breiðablik                           | 2–1       | Austria Wien | Kópavogsvöllur, Kópavogur             |
| 21:00               | - Steindórsson 6' - Vilhjálmsson 24' | Relatório | - Fitz 68'   | Público: 697 Árbitro: Paul Mclaughlin |

Breiðablik venceu 3–2 no conjunto das duas mãos.
| 22 de julho de 2021 | Olimpija Ljubljana | 1–0       | Birkirkara | Ljubljana Sports Park, Ljubljana         |
| 18:00               | - Nukić 78'        | Relatório |            | Público: 1,200 Árbitro: ISR David Fuxman |

| 29 de julho de 2021 | Birkirkara     | 1–0       | Olimpija Ljubljana | Centenary Stadium, Ta'Qali                   |
| 18:00               | - Venâncio 27' | Relatório |                    | Público: 283 Árbitro: BEL Bram Van Driessche |

|                                              |     | Penalidades                                |  |
| *Pepe - Venâncio - Bezzina - Aguirre - Mbong | 4–5 | * Elšnik - Špehar - Tomić - Ostrc - Aldair |  |

1–1 no conjunto das duas mãos. Olimpija Ljubljana venceu 5–4 no desempate por grandes penalidades.
| 22 de julho de 2021 | Hammarby                     | 3–1       | Maribor      | Tele2 Arena, Stockholm                     |
| 18:45               | - Selmani 55' 64' 87' (pen.) | Relatório | - Žugelj 60' | Público: 7,250 Árbitro: SCO Nicholas Walsh |

| 29 de julho de 2021 | Maribor | 0–1       | Hammarby   | Ljudski vrt, Maribor                              |
| 20:45               |         | Relatório | - Accam 5' | Público: 5,025 Árbitro: ESP Juan Martínez Munuera |

Hammarby venceu 4–1 no conjunto das duas mãos.
| 22 de julho de 2021 | Molde                                                | 3–0       | Servette | Aker Stadion, Molde                      |
| 18:00               | - Brynhildsen 7' - Omoijuanfo 32' - Wolff Eikrem 59' | Relatório |          | Público: 1,925 Árbitro: CRO Duje Strukan |

| 29 de julho de 2021 | Servette                | 2–0       | Molde | Stade de Genève, Geneva                     |
| 20:30               | - Diallo 18' - Kyei 59' | Relatório |       | Público: 3,842 Árbitro: NED Jochem Kamphuis |

Molde venceu 3–2 no conjunto das duas mãos.
| 22 de julho de 2021 | Újpest                      | 2–1       | Vaduz       | Szusza Ferenc Stadion, Budapest       |
| 21:00               | - Z. Stieber 7' - Tallo 64' | Relatório | - Cicek 81' | Público: 0 Árbitro: UKR Denys Shurman |

| 29 de julho de 2021 | Vaduz       | 1–3       | Újpest                                       | Sportpark, Eschen                                 |
| 18:00               | - Dobras 7' | Relatório | - Tallo 28' (pen.) - Beridze 47' - Onovo 85' | Público: 0 Árbitro: AUT Christian-Petru Ciochirca |

Újpest venceu 5–2 no conjunto das duas mãos.
| 22 de julho de 2021 | Sūduva | 0–0       | Raków Częstochowa | Sūduva Stadium, Marijampolė                      |
| 19:00               |        | Relatório |                   | Público: 1,200 Árbitro: GRE Ioannis Papadopoulos |

| 29 de julho de 2021 | Raków Częstochowa | 0–0       | Sūduva | BBOSiR Stadium, Bielsko-Biała                     |
| 19:00               |                   | Relatório |        | Público: 3,917 Árbitro: MLT Trustin Farrugia Cann |

|                                   |     | Penalidades                                             |  |
| *Ivi - Arak - Tudor - Poletanović | 4–3 | * Gorobsov - Makas - Auzmendi - Taravel - Gargalatzidis |  |

0–0 no conjunto das duas mãos. Raków Częstochowa venceu 4–3 no desempate por grandes penalidades.
| 22 de julho de 2021 | Spartak Trnava | 0–0       | Sepsi OSK | Anton Malatinský Stadium, Trnava            |
| 19:00               |                | Relatório |           | Público: 1,000 Árbitro: BUL Ivaylo Stoyanov |

| 29 de julho de 2021 | Sepsi OSK    | 1–1       | Spartak Trnava | Municipal Stadium, Sfântu Gheorghe         |
| 19:00               | - Fofana 29' | Relatório | - Boateng 66'  | Público: 2,005 Árbitro: KOS Besfort Kasumi |

|                                              |     | Penalidades                               |  |
| *Bojić - Achahbar - Ștefănescu - Tincu - Rep | 3–4 | * Procházka - Savvidis - Iván - Ristovski |  |

1–1 no conjunto das duas mãos. Spartak Trnava venceu 4–3 no desempate por grandes penalidades.
| 22 de julho de 2021 | FH | 0–2       | Rosenborg                   | Kaplakriki, Hafnarfjörður             |
| 21:00               |    | Relatório | - Holse 61' - Islamović 71' | Público: 605 Árbitro: SVK Filip Glova |

| 29 de julho de 2021 | Rosenborg                                               | 4–1       | FH             | Lerkendal Stadion, Trondheim              |
| 19:00               | - Islamović 49' (pen.) - Vecchia 54' - E. Ceïde 76' 87' | Relatório | - Þórisson 74' | Público: 6,662 Árbitro: HUN Ferenc Karakó |

Rosenborg venceu 6–1 no conjunto das duas mãos.
| 22 de julho de 2021 | Copenhagen                                     | 4–1       | Torpedo-BelAZ Zhodino | Parken Stadium, Copenhagen                  |
| 19:00               | - Falk 43' - Wilczek 47' 62' - Wind 65' (pen.) | Relatório | - Oya 90+2'           | Público: 8,636 Árbitro: MDA Dumitri Muntean |

| 29 de julho de 2021 | Torpedo-BelAZ Zhodino | 0–5       | Copenhagen                                      | Central Stadium, Kazan (Russia)               |
| 19:00               |                       | Relatório | - Diks 27' - Bøving 66' 75' - Højlund 68' 90+4' | Público: 0 Árbitro: LVA Aleksandrs Anufrijevs |

Copenhagen venceu 9–1 no conjunto das duas mãos.
| 22 de julho de 2021 | Panevėžys | 0–1       | Vojvodina   | Aukštaitija Stadium, Panevėžys            |
| 17:30               |           | Relatório | - Čović 70' | Público: 1,502 Árbitro: LUX Alain Durieux |

| 29 de julho de 2021 | Vojvodina     | 1–0       | Panevėžys | Karađorđe Stadium, Novi Sad           |
| 20:00               | - Kabić 90+6' | Relatório |           | Público: 0 Árbitro: EST Juri Frischer |

Vojvodina venceu 2–0 no conjunto das duas mãos.
| 22 de julho de 2021 | Hajduk Split      | 2–0       | Tobol | Stadion Poljud, Split                          |
| 21:00               | Ljubičić 21', 53' | Relatório |       | Público: 11,141 Árbitro: GER Christian Dingert |

| 29 de julho de 2021 | Tobol                                               | 4–1       | Hajduk Split | Central Stadium, Kostanay                     |
| 17:00               | - Jovančić 56' - Sergeyev 61' 67' - Tagybergen 118' | Relatório | Sahiti 90+4' | Público: 2,000 Árbitro: RUS Vladimir Moskalev |

Tobol venceu 4–3 no conjunto das duas mãos.
| 22 de julho de 2021 | Aberdeen                                                                  | 5–1       | Häcken           | Pittodrie Stadium, Aberdeen                   |
| 20:45               | - Considine 28' - Ferguson 44' (pen.), 53' - Ramirez 84' - McLennan 90+3' | Relatório | - Jeremejeff 59' | Público: 5,665 Árbitro: ESP José Luis Munuera |

| 29 de julho de 2021 | Häcken                              | 2–0       | Aberdeen | Bravida Arena, Gothenburg             |
| 18:30               | - Olsson 51' - Bengtsson 68' (pen.) | Relatório |          | Público: 823 Árbitro: HUN Ádám Farkas |

Aberdeen venceu 5–3 no conjunto das duas mãos.
Notas
1. ↑  Connah's Quay Nomads jogaram a sua partida em casa em Park Avenue, Aberystwyth, em vez do seu estádio habitual Deeside Stadium, que não cumpria com os requerimentos da UEFA.
2. ↑  Shakhter Karagandy played their home match at Vazgen Sargsyan Republican Stadium, Yerevan (Armenia), instead of their regular stadium Shakhter Stadium, Karagandy, due to the COVID-19 pandemic in Kazakhstan and travel restrictions between Kazakhstan and Romania.[8]
3. ↑  Hapoel Be'er Sheva will play their home match at HaMoshava Stadium, Petah Tikva, instead of their regular stadium Turner Stadium, Be'er Sheva, due to renovation.
4. ↑  Apollon Limassol will play their home match at AEK Arena, Larnaca, instead of their regular stadium Tsirion Stadium, Limassol, as another match is taking place at the same day.
5. ↑  Dundalk played their home match at Tallaght Stadium in Dublin, instead of their regular stadium Oriel Park, Dundalk, which did not meet UEFA requirements.
6. ↑  Dynamo Brest will play their home match at Technical Center-Academy of the Football Federation of Armenia, Yerevan (Armenia), instead of their regular stadium Regional Sport Complex Brestsky, Brest, as in junho 2021 UEFA suspended most matches to be played in Belarus, due to European Union sanctions in response to the Ryanair Flight 4978 incident which banned European Union airlines from flying over Belarusian airspace.[39]
7. ↑  Raków Częstochowa will play their home match at BBOSiR stadium in Bielsko Biała, instead of their regular stadium Miejski Stadion Piłkarski "Raków", Częstochowa, which did not meet UEFA requirements.
8. ↑  Torpedo-BelAZ Zhodino will play their home match at Central Stadium, Kazan (Russia), instead of their regular stadium Torpedo Stadium, Zhodino, as in junho 2021 UEFA suspended most matches to be played in Belarus, due to European Union sanctions in response to the Ryanair Flight 4978 incident which banned European Union airlines from flying over Belarusian airspace.[39]